# Denise van Rijswijk
Denise van Rijswijk (Vlaardingen, 20 de outubro de 1978) é uma cantora nerlandesa. Conhecida mundialmente por ser uma das integrantes do grupo de música eletrônica Vengaboys, desde 2006.

## Carreira
Em 1997 juntou-se aos Vengaboys formando com Kim Sasabone o dueto de cantoras da formação original do grupo, até que em 2002 deixou o grupo para, no ano seguinte, tentar a carreira solo, relançando o sucesso Straight Up de Paula Abdul, mas não teve êxito.
Casou-se em 2004 com o ator Winston Post, com quem teve dois filhos - Jayden (2005) e River Mae Denise (2015). Realiza a coreografia da boy band MainStreet desde 2012.
Em 2013 voltou a se juntar ao grupo Vengaboys, na turnê que começou na Austrália com o single "Hot Hot Hot".